# L'Avereit de Comenge
L'Avereit de Comenge (francès Lavelanet-de-Comminges) és un municipi occità del Volvestre, al Llenguadoc, situat en el departament de l'Alta Garona, a la regió Occitània.
Municipi situat a 50 km al sud de Tolosa i a 32 km al sud de Muret, a la zona del Volvestre.